# Загальні вибори в Болівії (2020)
Загальні вибори 2020 року у Болівії відбулися 18 жовтня. Одночасно обиралися президент країни, віце-президент та всі місця як у сенаті, так і палаті депутатів. Результати виборів замінили спірні результати виборів 2019 року, які були анульовані після тривалої політичної кризи.
Нові вибори спочатку були призначені на 3 травня 2020 року. Однак, вони були відкладені через епідемію COVID-19, спочатку до 6 вересня 2020 року, потім до 18 жовтня 2020 року. Остаточну дату було затверджено 13 серпня 2020 року після протестів, викликаних попередніми відстрочками.
Перемогу в президентських перегонах здобув Луїс Арсе, однопартієць поваленого попереднього президента Ево Моралеса.

## Результати
|                            |                                     |                            |           |       |        |        |       |       |  |  |  |  |  |  |
| Партія                     | Партія                              | Кандидат в президенти      | Голоси    | %     | Палата | Палата | Сенат | Сенат |  |  |  |  |  |  |
| Партія                     | Партія                              | Кандидат в президенти      | Голоси    | %     | Місця  | +/-    | Місця | +/-   |  |  |  |  |  |  |
|                            | Рух до соціалізму                   | Луїс Арсе                  | 3 394 052 | 55,11 | 75     | ▲ 6    | 21    | ▬ 0   |  |  |  |  |  |  |
|                            | Громадянська спільнота              | Карлос Меса                | 1 775 953 | 28,83 | 39     | ▼ 11   | 11    | ▼ 3   |  |  |  |  |  |  |
|                            | Ми віримо                           | Луїс Фернандо Камачо       | 862 186   | 14,00 | 16     | ▲ 7    | 4     | ▲ 4   |  |  |  |  |  |  |
|                            | Фронт Перемоги                      | Чхі Хьон Чун               | 95 255    | 1,55  | 0      | ▬ 0    | 0     | ▬ 0   |  |  |  |  |  |  |
|                            | Болівійська партія національної дії | Фелісіано Мамані           | 31 765    | 0,52  | 0      | ▬ 0    | 0     | ▬ 0   |  |  |  |  |  |  |
| Зіпсованих бюлетенів       | Зіпсованих бюлетенів                | Зіпсованих бюлетенів       | 324 773   | -     | -      | -      | -     | -     |  |  |  |  |  |  |
| Всього                     | Всього                              | Всього                     | 6 484 008 | 100   | 130    | 0      | 36    | 0     |  |  |  |  |  |  |
| Зареєстровані виборці/явка | Зареєстровані виборці/явка          | Зареєстровані виборці/явка | 7 332 926 | 88,42 | -      | -      | -     | -     |  |  |  |  |  |  |
| Джерело: OEP               |                                     |                            |           |       |        |        |       |       |  |  |  |  |  |  |